# 728 Leonisis
728 Leonisis eller 1912 NU är en asteroid i huvudbältet, som upptäcktes den 16 februari 1912 av den österrikiske astronomen Johann Palisa. Den har fått sitt namn efter en kombination av tysken Geheimrat Leo Gans och den egyptiska gudinnan Isis som pryde emblemet för Physical Society at Frankfurt a.M, för vilken Leo Gans var ordföranden.
Asteroiden har en diameter på ungefär 5 kilometer och den tillhör asteroidgruppen Flora